# جيسي هوتا جالانج
جيسي هوتا جالانج (بالهولندية: Jesse Huta Galung) مواليد 6 أكتوبر 1985 في هارلم، هو لاعب كرة مضرب هولندي بدأ مسيرته كمحترف سنة 2004 يلعب باليد اليمنى ويحتل حالياً المرتبة رقم. 193 (17 نوفمبر 2014) في تصنيف رابطة محترفي كرة المضرب. أعلى تصنيف له في الفردي كان المركز الـ 91 في سنة 2014.

## الخط الزمني للفردي
مفتاح
| ف | ن | ن.ن | ر.ن | د# | د.م | ل | أ.أ | ت | غ | ب | ف | ذ | م.خ | ل.ت |

(ف) فاز بالبطولة (ن) وصل النهائي (ن.ن) نصف النهائي (ر.ن) ربع النهائي (د#) الأدوار الأربعة الأولى (د.م) دور المجموعات (ل) شارك في كأس ديفيز (أ.أ) خرج من الأدوار الاولى (ت) خسر التصفيات التأهيلية (غ) غاب عن الحدث أو البطولة (ب) حصل على ميدالية برونزية (ف) حصل على ميدالية فضية (ذ) حصل على ميدالية ذهبية (م.خ) بطولة الماسترز خُفضت إلى مرتبة أقل (ل.ت) البطولة لم تعقد في السنة المعينة.
لتجنب الارتباك وازدواجية الحساب، يتم تحديث هذه المعلومات إما في نهاية البطولة، أو عندما تكون مشاركة اللاعب في البطولة قد انتهت.
| دورات الجراند سلام |     |     |     |     |     |     |
| أستراليا المفتوحة  |     |     |     | د1  | د1  | 0–2 |
| فرنسا المفتوحة     | د1  |     |     |     |     | 0–1 |
| بطولة ويمبلدون     |     | د1  |     |     |     | 0–1 |
| أمريكا المفتوحة    |     |     | د1  |     |     | 0–1 |
| فوز-خسارة          | 0–1 | 0–1 | 0–1 | 0–1 | 0–1 | 0–5 |

## الخط الزمني للزوجي
مفتاح
| ف | ن | ن.ن | ر.ن | د# | د.م | ل | أ.أ | ت | غ | ب | ف | ذ | م.خ | ل.ت |

(ف) فاز بالبطولة (ن) وصل النهائي (ن.ن) نصف النهائي (ر.ن) ربع النهائي (د#) الأدوار الأربعة الأولى (د.م) دور المجموعات (ل) شارك في كأس ديفيز (أ.أ) خرج من الأدوار الاولى (ت) خسر التصفيات التأهيلية (غ) غاب عن الحدث أو البطولة (ب) حصل على ميدالية برونزية (ف) حصل على ميدالية فضية (ذ) حصل على ميدالية ذهبية (م.خ) بطولة الماسترز خُفضت إلى مرتبة أقل (ل.ت) البطولة لم تعقد في السنة المعينة.
لتجنب الارتباك وازدواجية الحساب، يتم تحديث هذه المعلومات إما في نهاية البطولة، أو عندما تكون مشاركة اللاعب في البطولة قد انتهت.
| دورات الجراند سلام |     |     |
| أستراليا المفتوحة  | د1  | 0–1 |
| فرنسا المفتوحة     |     | 0–0 |
| بطولة ويمبلدون     |     | 0–0 |
| أمريكا المفتوحة    |     | 0–0 |
| فوز-خسارة          | 0–1 | 0–1 |

## وصلات خارجية
- جيسي هوتا جالانج على موقع رابطة محترفي التنس (الإنجليزية)
- جيسي هوتا جالانج على موقع الاتحاد الدولي لكرة المضرب (الإنجليزية)
- جيسي هوتا جالانج على موقع كأس ديفيز (الإنجليزية)
- جيسي هوتا جالانج على موقع خلاصة التنس.كوم (الإنجليزية)
- جيسي هوتا جالانج على موقع إي إس بي إن.كوم (الإنجليزية)
- الموقع الرسمي